# Brazilska ženska rukometna reprezentacija
Brazilska ženska rukometna reprezentacija predstavlja državu Brazil u međunarodnom ženskom rukometu.

## Nastupi na velikim natjecanjima

### Olimpijske igre
- 2000.: 8. mjesto
- 2004.: 7. mjesto
- 2008.: 9. mjesto
- 2012.:

### Svjetska prvenstva
- 1995.: 17. mjesto
- 1997.: 23. mjesto
- 1999.: 16. mjesto
- 2001.: 12. mjesto
- 2003.: 20. mjesto
- 2005.: 7. mjesto
- 2007.: 14. mjesto
- 2009.: 15. mjesto
- 2011.: 5. mjesto
- 2013.: 1. mjesto

### Svjetski kupovi
- 2006.: 7. mjesto

### Panameričke igre
- 1987.:  bronca
- 1995.:  bronca
- 1999.:  zlato
- 2003.:  zlato
- 2007.:  zlato
- 2011.:  zlato